# ENTAC反坦克導彈
ENTAC（意為：反坦克遙控飛行器；美军命名：MGM-32A）是一款由法國政府機構軍事裝備技術指導局（DTAT）所研製、並且交由武器製造商北方飛機公司（其後與南方飞机公司合併為法國宇航）所生產的瞄准线指令線導式反坦克导弹，在1950年代初期進行研發，並且於1957年在法國軍隊服役。直到1974年停止生產以前，製造了約140,000枚該型導彈。

## 開發
該導彈由法國政府機構軍事裝備技術指導局（法語：Direction Technique des Armements Terrestres，縮寫：DTAT）研製，與私營企業SS.10同一時期研製。ENTAC的開發時間比SS.10長，因此直到1957年才投入使用。可事實證明，這是對比五年前進入生產的SS.10的極大改進。當經過完全開發和測試以後，ENTAC的生產權就交給法國宇航公司。ENTAC被設計為一款單兵攜帶式武器或諸如吉普的小型車輛操作，取代了北方SS.10在法軍的服役。

## 設計

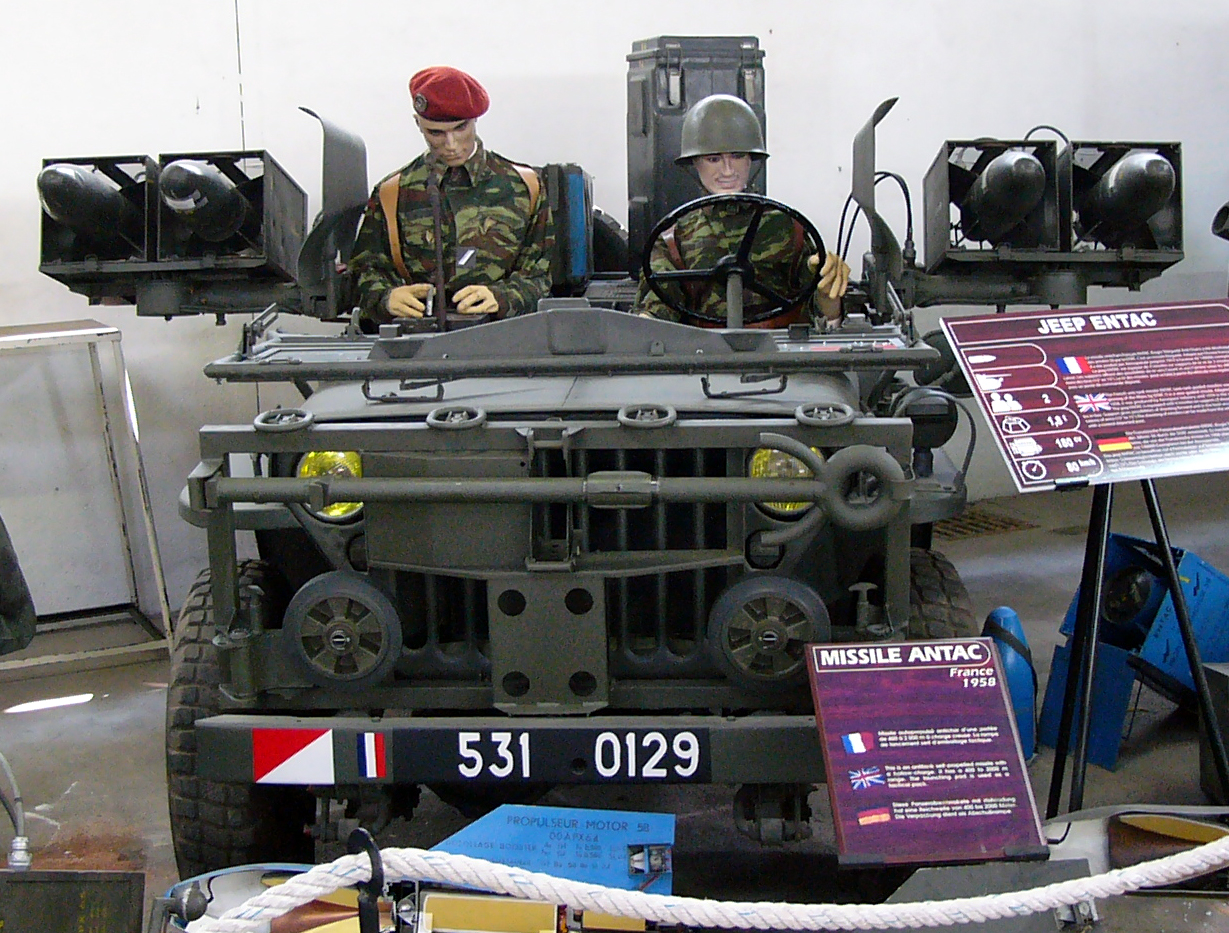
裝上了四枚ENTAC反坦克導彈的法國霍奇基斯M201吉普車。

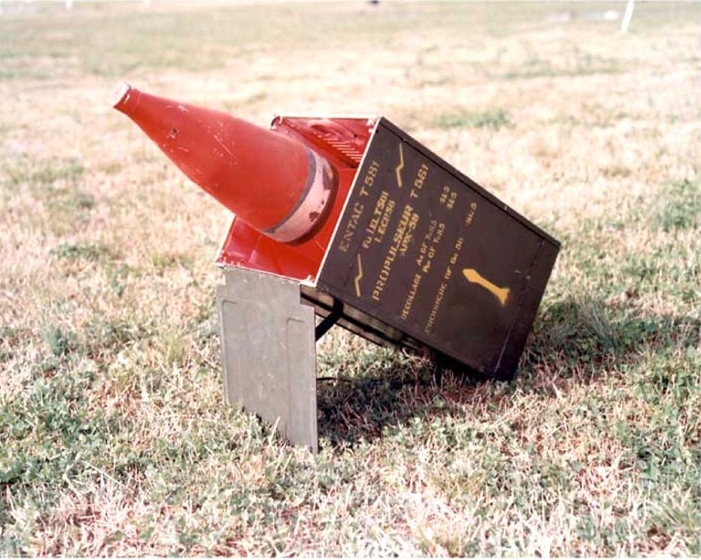
1961年3月29日，在美國紅石試驗場上、裝在發射架的ENTAC 58型反坦克導彈。

該導彈是由連接到操作員站的簡易金属盒狀發射架所發射。一具單兵操作員站最多可以控制10具發射器箱。操作員通過一具小型控制杆以手動操縱導彈。其航向校正採用了瞄准线指令系統，通過拖在導彈後方的一束幼細導線傳輸到導彈。與許多早期型的反坦克導彈（如9K11「婴儿」／AT-3「火泥箱」）一樣，該導彈的最小射程也很大，這是因為它需要花費一定的時間才能達到飛行速度和受到操作員的控制所限制。

## 服役歷史記錄

### 澳大利亞
從1964年到1982年使用。

### 法國
該導彈於1957年首次投入服役。在1960年代和1970年代，法國曾少量使用ENTAC進行維和行動。

### 印度
ENTAC反坦克導彈在一年前的訂購以後，於1968年開始服役。它們可能曾在1971年戰爭期間被用於打擊巴基斯坦的坦克。

### 伊朗
於1966年訂購，並且於1966年—1969年間交付。它在1979年伊朗伊斯蘭革命後仍然服役，並且在1980年—1988年戰爭期間用於對付伊拉克坦克。

### 以色列
1962年訂購以後，於翌年1963年開始服役。它們很可能在1967年第三次中东战争對付阿拉伯坦克的戰事當中使用。

### 黎巴嫩
1966年訂購以後，於翌年1967年開始服役。它們在黎巴嫩內戰期間，特別是在1980年代初期進行了部署，並且用於街頭戰鬥。

### 南非
庫存內有有法國製造的導彈，以及本土生產的特許生產型導彈。到了1969年，已經獲得了500枚導彈，南非防衛軍遠征部隊首先在薩凡納行動當中向安哥拉人民武裝部隊（FAPLA）和古巴軍事顧問部署了ENTAC。該系統通常安裝在沒有裝甲的陸虎以上。1975年9月，南非軍人以該導彈摧毀了至少一個安哥拉人民武裝部隊迫击炮陣地。在1984年阿卡里行動期間，ENTAC操作人員還消滅了兩輛安哥拉所屬的T-54/55主战坦克，並在協同工作中擊毀了伊蘭德和蜜獾90裝甲車。

### 美國
美軍購入了裝有改進型彈頭的58型ENTAC，以取代北方SS.10（美軍編號為MGM-21A）。它被定位為用於BGM-71拖式飛彈（TOW）的研製過程當中的臨時性武器。首枚導彈於1963年部署，同年，該導彈獲美軍編號為MGM-32A。在美國服役期間，該導彈裝設於M151吉普車，並且被發給重武裝连的反坦克排。在韓國（第1騎兵師的第7步兵師），它取代了無法如吉普車那樣輕易爬上丘陵地帶的蝎型履帶式反坦克車輛（一款90毫米自行火炮）。使用延長的電纜時，可以從掩體發射導彈。在1968年至1969年之間，該導彈被BGM-71拖式飛彈所取代，因而被逐步淘汰。在越南戰爭當中，它被用於打擊防禦步兵陣地，而非敵方坦克。它是由第14步兵團所擊發。

## 型號
- ENTAC / MGM-32A

## 使用國

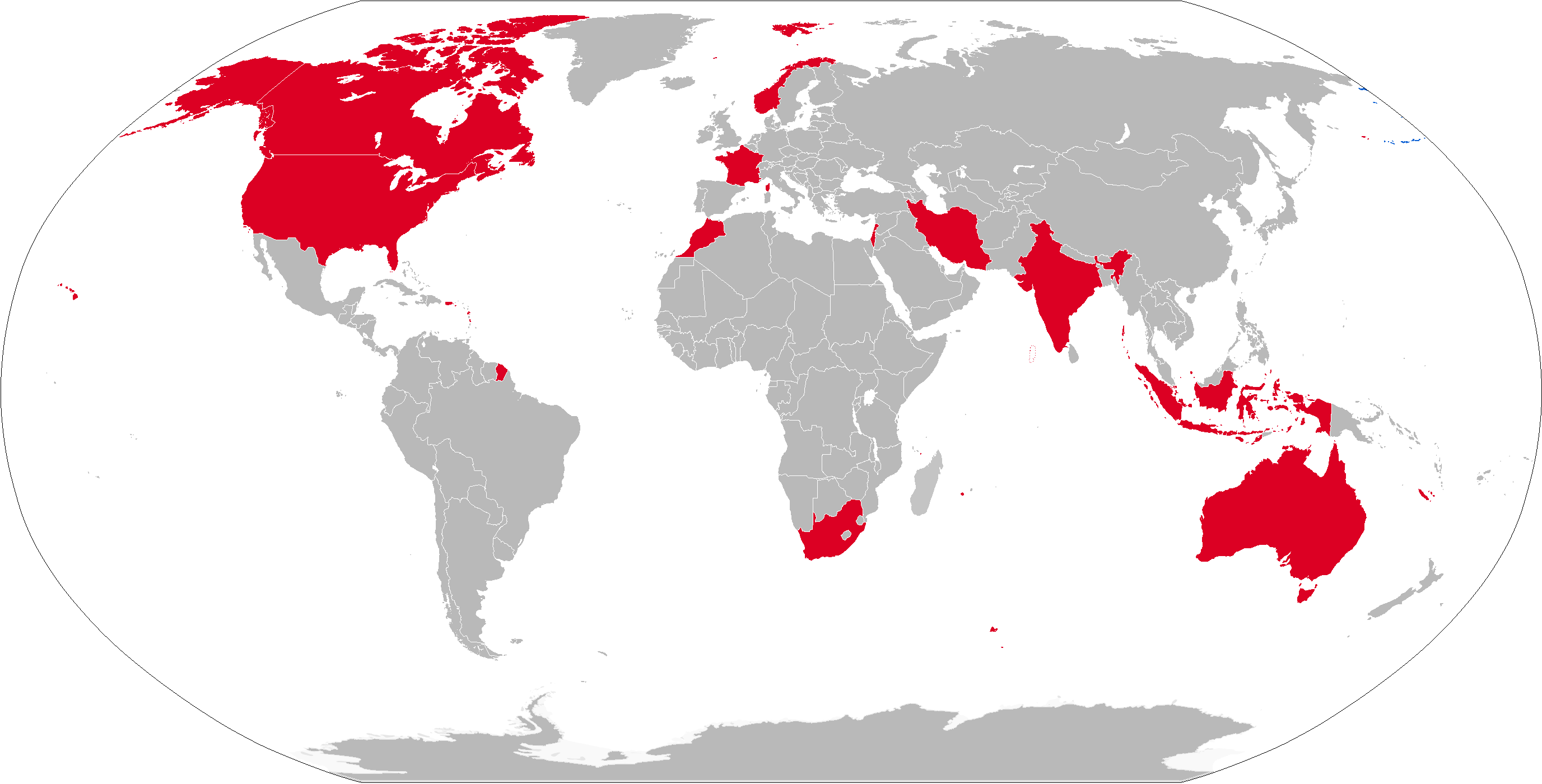
紅色為ENTAC的前使用國。

### 前使用國
- ：1962年訂購了約500枚，並且於1963年至1964年交付。[6]於1964年至1982年之間服役，以後被米蘭反坦克飛彈所取代。[8]
- 比利时：1961年訂購了約2,500枚，並且於1961年至1966年交付，用於AMX-13 VCI（英语：AMX-VCI）驅逐戰車型。[6]
- 加拿大：1959年訂購，並且於1960年至1963年交付。約有2,000枚交付。[6]
- 法國：1957年首次採用。
- 印度：1967年訂購了約2,000枚，並且於1968年至1971年交付。從1982年開始被由米蘭反坦克飛彈所取代。[6]
- 印度尼西亞：1962年訂購了約500枚，並且於1963年至1964年交付。現已退役。[6]
- 伊朗：1966年訂購了約2,000枚，並且於1966年至1969年交付。
- 以色列：1962年訂購了約1,000枚，並且於1963年至1964年交付。[6]
- 黎巴嫩：在1966年訂購以後，1967年獲得了大約200枚。[6]
- 摩洛哥：1972年訂購了約500枚，並且於1973年至1974年交付。[6]大約1977年被BGM-71 TOW所取代。[9]
- 挪威：1965年訂購了約1,000枚，並且於1966年至1968年獲得。[6]
- 南非 ：1969年獲得了約500枚。[6]1975年被米蘭反坦克飛彈所取代，並在最終退出了服役。[10]
- 美国：1963年獲得，並且命名為MGM-32A。在1968年至1969年之間被BGM-71 TOW所取代，剩餘的都轉交給國民警衛隊，直到1972年9月30日才完全退役。[2]
- UNITA：據信是從南非庫存中所獲得。[11]

## 資料來源
1. ↑  .   [2020-01-27]. （原始内容存档于2010-02-08）.
2. 1 2 3 4 5  Henson, Jason W."MGM-32 Entac ATGM." （页面存档备份，存于） "Harpoon Head Quarters". Retrieved: 24 December 2009.
3. ↑  Amin, Agha Humayun, "The Battle of Chamb-1971" （页面存档备份，存于） "Defence Journal", September 1999. Retrieved: 24 December 2009.
4. ↑   （页面存档备份，存于） "Flightglobal", 1986. Retrieved: 24 December 2009.
5. ↑  Moukambi, Victor.  (PDF) (Doctoral dissertation论文). Stellenbosch: Military Science, Stellenbosch University: 181–2. December 2008  [27 April 2017]. （原始内容存档 (PDF)于2017-04-28）. 南非還獲得了ENTAC反坦克導彈、400公斤機載炸弹和STRIM反坦克槍榴彈的生產許可證。資料來源：國防部，南非國防軍文獻中心，比勒陀利亞。文件號Map 70/15 Vol. 1，許可協議，1966年12月MAP / 70/15附件2。主題：軍備政策（manufacturing licences for ENTAC missiles, 400 kg aircraft bombs and STRIM anti-tank rifle grenades were also granted to South Africans. Source: DOD, SANDF Documentation Centre, Pretoria. File No. Map 70/15 Vol. 1, Licence agreements, Annexure 2 to MAP/70/15 dated December 1966. Subject: Armament policy）
6. 1 2 3 4 5 6 7 8 9 10 11  SIPRI Arms Transfers Database （页面存档备份，存于） "Stockholm International Peace Research Institute". Retrieved: 24 December 2009.
7. 1 2  Steenkamp, Willem.  3rd. Durban, South Africa: Just Done Productions Publishing. 2006: 38–2001 March 2006 [1985]  [14 October 2014]. ISBN 978-1-920169-00-8. （原始内容存档于2014-10-06）.
8. ↑  Cecil, Michael. "REMEMBER WHEN.... WE GOT ATGWS?" （页面存档备份，存于） "OnTarget", December 2007. Retrieved: 24 December 2009.
9. ↑  "Missile Forces of the World." （页面存档备份，存于） "Flightglobal", 1977. Retrieved: 24 December 2009.
10. ↑  Zarzecki, Thomas W., Arms diffusion: the spread of military innovations in the international system, Routledge, c. 2002, ISBN 978-0-415-93514-2
11. ↑  Nortje, Piet. . Zebra Press. 2003: 98. ISBN 978-1-86872-914-2.

## 外部連結
- （英文）—astronautix.com